# Dirk Wiemann
Dirk Wiemann (* 1964 in Detmold) ist ein deutscher Literatur- und Kulturwissenschaftler und seit 2008 Professor für englische Literatur am Institut für Anglistik und Amerikanistik
der Philosophischen Fakultät der Universität Potsdam. Seine Forschungsschwerpunkte liegen in den Postkolonialen Studien mit besonderem Fokus auf Südasien.

## Leben
Dirk Wiemann studierte Anglistik, Germanistik und Politikwissenschaften an der Carl von Ossietzky Universität Oldenburg.
Von 1998 bis 2000 lehrte er am CIEFL in Hyderabad, Indien und von 2000 bis 2001 an der University of Delhi. Von 2001 bis 2006 war er als wissenschaftlicher Assistent an der Universität Magdeburg tätig, wo er mit einer Arbeit über in englischer Sprache schreibende indische Gegenwartsautoren habilitierte (Genres of Modernity: Contemporary Indian Novels in English).
Von 2006 bis 2008 lehrte er als akademischer Rat an der Universität Tübingen.
Seit 2008 ist er Professor für englische Literatur an der Universität Potsdam und seit 2025 Sprecher der Forschungsgruppe collaborations. Von 2016 bis 2021 fungierte er gemeinsam mit Lars Eckstein als Sprecher des Graduiertenkollegs minor cosmopolitanisms und ist seit 2025 Mitglied des studies collective an der Universität Potsdam.

## Schriften (Auswahl)

### Bücher
- Anglophone Verse Novels as Gutter Texts: Postcolonial Literature and the Politics of Gaps. New York: Bloomsbury Academic 2023.
- Exilliteratur in Großbritannien 1933-1945. Heidelberg: Springer 2013.
- Genres of Modernity: Contemporary Indian Novels in English. Amsterdam/New York: Brill 2008.

### Artikel
- "Segments of a Larger Narrative: Political Formalism and Working-Class Story Cycles". The Political Uses of Literature: Global Perspectives and Theoretical Approaches, 1920-2020. Ed. Benjamin Kohlmann and Ivana Perica. New York (Bloomsbury Academic) 2024, 232-249.
- "Time of the Seasons: Ali Smith's Seasonal Quartet as Crisis Literature". Temporalities in/of Crisis. Ed. Sibylle Baumbach and Birgit Neumann. London and New York (Routledge) 2023, 25-40.
- "Capitalist Realism | Network Realism". Realism: Origins, Challenges and Politics. Ed. Jens Elze.New York (Bloomsbury Academic) 2022, 209-227.
- "Indian Writing in English and the Discrepant Zones of World Literature." Anglophone World Literatures. Birgit Neumann & Gabriele Rippl (Hrsg.) Anglia 135/1. (2017), S. 53–71.

### Herausgeberschaften
- mit Anke Bartels, Lars Eckstein und Nicole Waller: Postcolonial Literatures in English: An Introduction. Stuttgart: Metzler, 2019.
- mit Gaby Mahlberg: Perspectives on English Revolutionary Republicanism. London & New York: Routledge, 2014.